# Эль-Амадия

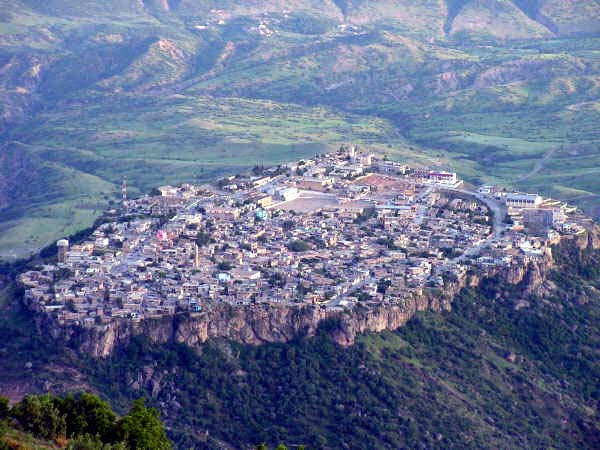
Вид на город

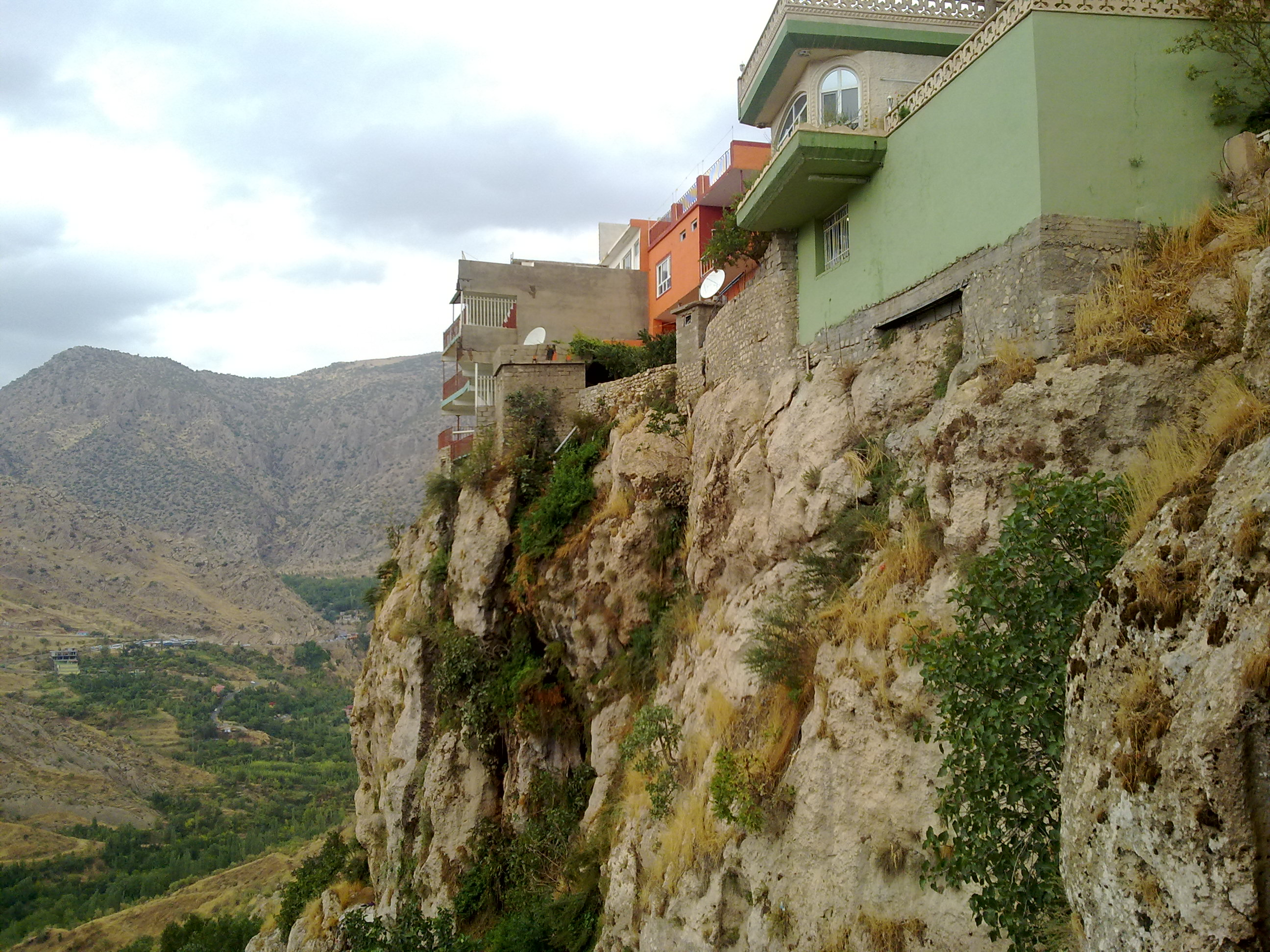
Дома на возвышенности

Эль-Амади́я (араб. العمادية‎) или Амеди (курд. ئامێدی, Amêdî) — город в иракской провинции Дахук в автономном регионе Курдистан.

## География
Расположена на вершине холма. В длину Амеди занимает 1000 метров, а в ширину — 500 метров, находясь при этом в 1400 метрах над уровнем моря.
До турецкой границы отсюда всего 17 километров. Однако путь туда перекрывают Бешешские горы. Единственный на сегодня участок проезда в Турцию расположен в 90 километрах вдоль трассы Амедия—Дахук—Заху.

## История
История поселения берёт своё начало ещё в III тысячелетии до н.э. Долгое время доступ в деревню был возможен только через узкий лестничный проход, вырезанный в камне. Вместе с современными постройками здесь сохранились руины древних ассирийских сооружений, а также развалины синагоги и христианской церкви.
По преданиям, в окрестностях деревушки проживали персидские маги и жрецы, которые славились в искусстве чародейства. Именно отсюда, по мнению некоторых исследователей, отправились в Вифлеем библейские трое волхвов на поклонение и преподнесение даров младенцу Иисусу.
Также здесь родился лидер восставших евреев Давид Алрой (XII в.), провозгласивший себя мессией. По сведениям историка Джозефа ха-Коэна (1496-1575), в 1163 году еврейское население деревни составляло около тысячи семей, Алрой возглавил революцию против Амедии, но был убит в ходе её осуществления.

## Население
По состоянию на конец XIX века, общая численность населения деревни составляла 6000 человек, из которых 2500 были курдами, 1900 — евреями, 1600 — халдеями. Уровень населения на сегодняшний день практически не изменился. Проживающие здесь христиане и мусульмане имеют добрососедские отношения.

## Достопримечательности
В городе находится старинная мечеть, которая изначально была построена в XIII веке и с тех пор несколько раз перестраивалась.